# Awarta
Awarta – wieś w Palestynie, w muhafazie Nablus. Według danych Palestyńskiego Centralnego Biura Statystycznego w 2016 roku liczyła 6824 mieszkańców.